# Сестрятин
Сестря́тин — село в Україні, у Радивилівській міській громаді Дубенського району Рівненської області. Населення становить 686 осіб.

## Географія
Село розташоване на правому березі річки Слонівки.

## Історія
Любарт-Дмитро — князь Луцький, Володимирський — 1382 року після смерті короля Польщі Людовика Угорського купив в угорських старост, зокрема, Сестрятин (помилково писали Снятин), Перемиль (помилково — Перемишль).
Впродовж 1795—1914 років у Сестрятині, що тоді знаходився на кордоні Австрії і Росії, знаходився Сестрятинський прикордонний пост.
У 1906 році село Крупецької волості Дубенського повіту Волинської губернії. Відстань від повітового міста 40 верст, від волості 8. Дворів 110, мешканців 647.
7 (20) листопада 1917 року, відповідно до Третього Універсалу Української Центральної Ради, увійшло до складу Української Народної Республіки.
29 травня 2019 року біля Сестрятина розбився військовий вертоліт Мі-8: загинули командир екіпажу — командир 16-ї окремої бригади армійської авіації Сухопутних військ Збройних Сил України (м. Броди Львівської області) полковник Мазепа Ігор Ярославович, льотчик-штурман старший лейтенант Попенко Владислав Валерійович, бортовий авіаційний технік-інструктор капітан Романюк Василь Миронович і бортовий авіаційний технік старший лейтенант Дацюк Павло Юрійович.
До 2020 року село було центром Сестрятинської сільської ради. 
12 червня 2020 року, відповідно до розпорядження Кабінету Міністрів України № 722-р від «Про визначення адміністративних центрів та затвердження територій територіальних громад Рівненської області», увійшло до складу Радивилівської міської громади Радивилівського району.
19 липня 2020 року, в результаті адміністративно-територіальної реформи та ліквідації Радивилівського району, село увійшло до складу Дубенського району.

## Розподіл населення за рідною мовою
За результати перепису 2001 року.
| українська | інші   |
| ---------- | ------ |
| 99.27 %    | 0.73 % |

## Відомі люди
- Котик Семен Панасович (псевдо: «Докс», «Вир», «Кожух», «Старий») — сотник УПА, командир куреня в УПА-Південь, командир УПА-Південь у грудні 1945.
- У селі в 1939 році вчителював краєзнавець і політв'язень Федір Бортник.
- Лужницька Ніна Леонтіївна (до шлюбу Конашинська; 1902 — 1984) — українська акторка.
- Розгон Микола Ярославович (19.05.1977 - 12.02.2024) - військовий, учасник російсько-української війни. Загинув при виконанні бойового завдання поблизу села Богданівка Донецької області[7][8].